# Тимошенко Петро Федотович
Петро́ Федо́тович Тимоше́нко (2 лютого (14 лютого) 1887 — 25 квітня 1938) — доброволець Васильківського куреня Вільного козацтва УНР, організатор антиросійського збройного підпілля на Київщині у добу Перших Визвольних Змагань, комісар (старшина) станції Боярка та селища Будаївка в березні 1918 р.
Жертва російського окупаційного терору.

## Біографія
Народився Петро Федотович Тимошенко в селі Новосілки Бишівської волості на Київщині (нині село Новосілки Макарівського району Київської області) в родині заможних селян.

### Навчання
Навчався в сільській школі в Новосілках.
У 1899–1904 рр. навчався в Будаївській другокласній учительській школі.
Випускники цієї школи отримували професію викладачів церковно-парафіяльних шкіл.
Під час навчання знайомиться з головним лікарем Будаївської земської лікарні, видатним українським громадським діячем, істориком та меценатом Модестом Пилиповичем Левицьким, що мав на Тимошенка потужний вплив.
За порадою Модеста Левицького, після закінчення учительської школи Тимошенко відмовляється від навчання в учительській семінарії, куди його брали без іспитів, і від вакансії вчителя в селі Лютежі. Він зголошується добровольцем до війська.

### Військова служба
З 1904 по 1905 рр. проходив військову службу на правах вільноприділеного другого розряду в 168-му Миргородському полку і 212-му піхотному Бахчисарайському полку.
За словами Тимошенка, він брав участь у Російсько-японській війні 1904—1905 років. У складі кінно-мисливської команди воював у Маньчжурії і Кореї.
Захворів на тиф, тому у серпні 1905 р. демобілізований.
4 грудня 1905 р. повернувся додому на Київщину.

### Повернення в Україну
У 1907 р. одружується з односельчанкою Єфросинією Костянтинівною, 1889 р. народження. У 1907 р. у них народжується син Василь, 1912 р. — Борис, 1914 р. — донька Анна, 1916 р. — донька Марія, 1927 — сини Петро та Юрій.
У вересні 1908 р. отримує посаду на залізничній станції Погребище 1 на Поділлі (тепер вузлова станція Погребище 1, Вінницької області). Тут активно займається самоосвітою — читає всю літературу, яку знаходить у залізничних бібліотеках.
З 10 грудня 1916 р. Петро Тимошенко працює помічником начальника станції Боярка.

### Громадсько-політична діяльність
Через те, що місцевий поміщик спробував відібрати землю у Федота Тимошенка — батька Петра Тимошенка, він починає боротьбу з поміщиком і зацікавлюється революційним, антицарським і проукраїнським рухом.
Вперше дізнається про Українську соціал-демократичну робітничу партію і вже в 1905 р. стає членом цієї партії.
З березня 1917 р. Петро Тимошенко — активний член товариства «Просвіта» на станції Боярка і в селі Будаївка.
1 березня 1918 р., після звільнення станції Боярка, наказом Івана Горемики-Крупчинського Петро Тимошенко призначений комісаром (комендантом) станції Боярка й околиць.
Тимошенко стверджував, що обов'язки комісара Боярки-Будаївки виконував до кінця квітня 1918 року, адже був звільнений за наказом повітового комісара (очевидно, після приходу до влади Гетьмана Павла Скоропадського).

### Підпільна робота
Влітку 1918 р. провадив підпільну роботу в селах на Київщині. У цей час врятував від арешту свого соратника по УСДРП і голову Боярсько-Будаївського товариства «Просвіта» Юрія Олександровича Войцехівського, який пізніше стане на бік більшовиків.
Як член Української соціал-демократичної робітничої партії симпатизував Директорії УНР та її очільникам. У часи Гетьманату звільнений із залізниці, перейшов на нелегальне становище.
Наприкінці 1918 р. бере участь в Антигетьманському повстанні у складі Осадного корпусу Січових Стрільців під командуванням полковника Євгена Коновальця та як досвідчений залізничник допомагає їхнім ешелонам просуватися по залізниці на Київ.
Сприяє розміщенню штабу та контингенту Осадного корпусу Січових Стрільців у Боярці наприкінці листопада 1918 р. Активно долучається до розгортання мобілізаційної роботи Корпусу Січових Стрільців Армії Української Народної Республіки серед селян на станції Боярка.
На короткий час П. Тимошенко працює на станції Погребище, але згодом повертається до Боярки.

### Участь у бойових діях проти більшовиків

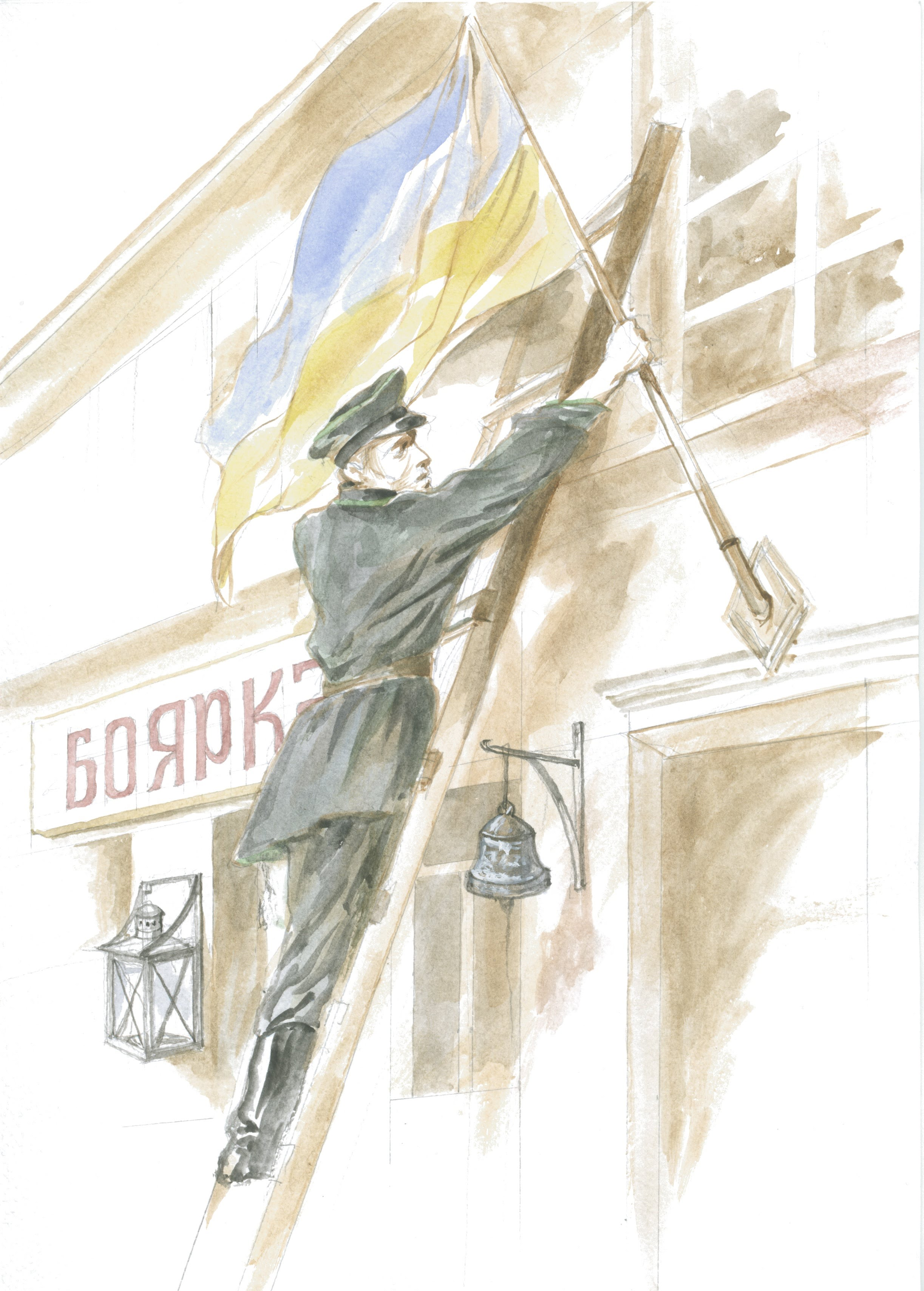
Петро Тимошенко підіймає український національний прапор на станції Боярка, 1 березня 1918 року. Малюнок Юрія Нікітіна

У лютому 1919 р. більшовики знову захоплюють Київ і Дієва Армія УНР відступає.
У лютому 1919 р. Петро Федотович Тимошенко зголошується до залізничної охорони Армії УНР. Був учасником оборони станції Боярка від наступу Червоної армії. 14 лютого 1919 р. сили Армії УНР перебували на станції Боярка, а в цей час основні сили Червоної армії розташовувалися на станції Пост-Волинський. По обіді 15 лютого 1919 р. більшовики розпочали обстріл станції Боярка.
Тимошенко з Армією УНР відступив на станцію Васильків, але 17 лютого 1919 р. більшовики вибили українські війська з Василькова, і вони відступили на станцію Фастів. Через хворобу Петро Тимошенко залишився на окупованій станції Васильків, а згодом потрапив до Будаївки. З окупацією Київщини російсько-більшовицькими агресорами вдруге, 22 лютого 1919 р. окупанти звільнили Петра Тимошенка зі станції Боярка. Він повернувся в рідне село Новосілки, де переховувався від окупаційних каральних органів більшовиків.

### Участь в українському повстанському русі
На початку березня 1919 р. Петра Тимошенка розшукав Марко Шляховий і запропонував йому приєднатися до «Ірпінського селянсько-повстанського загону» на посаді начальника штабу для участі в повстанні проти більшовицьких окупантів.
Назва загону походить від річки Ірпінь, що протікає біля урочища Кладова, яке було повстанською базою між се-
лами Дзвінкова й Жорнівка (тепер Києво-Святошинського району на Київщині).
У повстанському загоні було близько сорока повстанців, озброєних двома ручними кулеметами, гвинтівками та бомбами. Загін активно діяв в околицях села Будаївка в березні — квітні 1919 р.
Під час наступу об'єднаного українського війська — Армії Української Народної Республіки та Української Галицької Армії Петро Тимошенко призначений комісаром — політичним командиром «Гайдамацького Ірпінського куреня», який воював у складі Третього корпусу Української Галицької Армії.
Українські повстанці з «Гайдамацького Ірпінського куреня» зберігали свою структуру і зброю аж до травня 1920 р. Штабом і місцем зберігання зброї служила хата Івана Лазебника в селі Дзвінкова. Але у травні 1920 р. було ухвалене рішення здати зброю в комендатуру Армії УНР у Василькові. Частина козаків цього куреня ввійшли до лав Дієвої Армії Української Народної Республіки й разом із військом інтерновані до Польщі.

### Організація «Просвіти»
У 1920 р. Петро Федотович Тимошенко разом із колишніми козаками Армії УНР організував у селі Новосілки товариство «Просвіта», яке активно діяло, особливо в середовищі сільської молоді, проіснувало до 1923 р. і було ліквідоване більшовицькими каральними органами.
У 1923 р. з метою просвіти П. Тимошенко організував у Новосілках хату-читальню і був головою її правління до 1931 р.

### Арешти і розстріл
Окупаційні каральні органи — ВЧК, ОГПУ, НКВД — заарештовували Петра Федотовича Тимошенка в 1921, 1923, 1929, 1931 рр., зокрема у справах повстансько-партизанських отаманів Івана Грисюка — «Гайового» та Пилипа Драника — «Косаря», сотника Чорноморського коша, а згодом 6-ї стрілецької Дивізії Армії УНР.
Під час перших арештів П. Тимошенко перебував у в'язниці в камерах попереднього тримання по кілька місяців, його постійно допитували, та він відверто брехав. Востаннє Петро Федотович Тимошенко заарештований у березні 1938 р. Перед розстрілом утримувався в Білоцерківській в'язниці.
Перед останнім арештом працював диспетчером під'їзних колій, за іншими даними — начальником вузькоколійної залізниці Саливонського цукрозаводу (тепер селище міського типу Гребінки Васильківського району Київської області).
Розстріляний 25 квітня 1938 р. разом зі своїми односельцями й соратниками — Михайлом Івановичем Малишенком та Яковом Костянтиновичем Деркачем.